# Verkiezingen voor het Europees Parlement 2014/Kandidatenlijst/N-VA
Dit is de kandidatenlijst van de Belgische Nieuw-Vlaamse Alliantie voor de Europese verkiezingen van 2014. De verkozenen staan vetgedrukt.

## Effectieven
1. Johan Van Overtveldt
2. Helga Stevens
3. Mark Demesmaeker
4. Louis Ide
5. Miet Vandersteegen
6. Jan Moons
7. Clémence Maes
8. Mieke Van Hootegem
9. Simonne Janssens-Vanoppen
10. Ait Daoud
11. Matthias Storme
12. Marc Descheemaecker

## Opvolgers
1. Sander Loones
2. Anneleen Van Bossuyt
3. Ralph Packet
4. Ann‐Sofie Van den Broeck
5. Veerle Stassijns
6. Laurent Mutambayi
7. Flor Van Noppen